# Prothoe cephalinia
Prothoe cephalinia är en fjärilsart som beskrevs av Hans Fruhstorfer 1913. Prothoe cephalinia ingår i släktet Prothoe och familjen praktfjärilar. Inga underarter finns listade i Catalogue of Life.